# Mount Granholm
Mount Granholm ist ein 2440 m hoher Berg im ostantarktischen Viktorialand. Er ragt 14 km südöstlich des Mount Pittard im nordwestlichen Teil der Admiralitätsberge auf.
Der United States Geological Survey kartierte ihn anhand eigener Vermessungen und Luftaufnahmen der United States Navy aus den Jahren von 1960 bis 1963. Das Advisory Committee on Antarctic Names benannte ihn 1970 nach dem US-amerikanischen Biologen Nels H. Granholm vom United States Antarctic Research Program, der von 1967 bis 1968 auf der Hallett-Station tätig war.